# نیکتاس ایرانی
نیکتاس ایرانی از فرماندهان بیزانسی سده هفتم میلادی بود. او فرزند و جانشین شهربراز، سپهبَد نامدار خسرو پرویز بود که مدت کوتاهی هم به عنوان شاهنشاه بر تخت شاهنشاهی ساسانی نشست.

## زندگی‌نامه
نیکتاس پسر شهربراز، سپهبد نامدار ارتش ساسانیان بود که شهربراز، ارتش ساسانیان در جنگ ایران و روم شرقی (۶۲۸–۶۰۲ میلادی) در سوریه، آناتولی، مصر رهبری کرد و پیروزی‌های چشمگیری بدست آورد. پس از اینکه جنگ پایان یافت، شهربراز سرزمین مصر و شام را تحت کنترل خود داشت تا اینکه در اوایل ۶۲۹ میلادی این سرزمین‌ها را به شاهنشاه بیزانس هراکلیوس واگذار کرد و هراکلیوس هم در برابر آن از شهربراز برای شورش و به‌زورستاندن تخت شاهنشاهی ساسانی پشتیبانی کرد. برای رسیدن به این هدف، نیکتاس که هراکلویس او را جانشین شهربراز می‌دانست، جایگاه پاتریسین دریافت کرد و خواهر او که Nike نام داشت هم با تئودوسیوس، یکی از فرزندان هراکلیوس پیوند زناشویی بست. نیکتاس و یکی دیگر از برادرهایش در دربار بیزانس زندگی کردند که بیشتر به گروگان می‌ماندند. در تابستان یا اوایل پاییز ۶۲۹، نیکتاس به عنوان نشانه‌ای از پیمان دوستی با رومی‌ها، یادگارهای مسیحی اسفنج مقدس و زوبین مقدس را از اورشلیم به هراکلیوس بازگردند که در آن موقع اورشلیم هنوز در کنترل نیروهای شهربراز بود. شاید در همین دوران بوده باشد که نیکتاس به مسیحیت گروید. از آنجایی که او جانشین پدرش شهربراز بود، راه را برای مسیحی‌سازی ایران بازمیگذاشت. پس از کشته‌شدن پدرش، نیکتاس در خدمت شاهنشاهی بیزانس ماند و دوباره در سال ۶۳۶ نام او آمده است که در نبرد یرموک از جمله سرداران بیزانسی بود که در برابر خلفای راشدین جنگید، هرچند که دانسته نیست او کدام ارتش را فرماندهی کرده. با اینکه بیزانس در آن جنگ شکست خورد، اما او زنده ماند و به حمص گریخت و از آنجا به خلیفه عمر تماس گرفت. ادعا شده که نیکتاس به اعراب پیشنهاد کرده تا به آنها در حمله به ایران کمک کند، اما عمر به او اعتماد نکرده و او را اعدام می‌کند. او اصالتا از هفت خاندان پارسی بود‌.